# Kotcziszcze
Kotcziszcze (ros. Котчище) – wieś (dieriewnia) w Rosji, w obwodzie twerskim, w rejonie ostaszkowskim. W 2010 liczyła 15 mieszkańców.